# System waluty sztabowo-złotej
System waluty sztabowo-złotej (Gold Bullion Standard) został zaproponowany w 1926 roku z inicjatywy Wielkiej Brytanii jako próba powrotu do systemu waluty złotej na nieco odmiennych zasadach. W porównaniu z systemem walutowo-złotym najistotniejszą różnicą było to, że w obiegu krajowym pieniądz przestał być praktycznie wymienialny na złoto. W nowym systemie ograniczono wymienialność do transakcji eksportowych i dużych sum pieniędzy. Z uwagi na fakt, że dla większości obywateli złoto było nieosiągalne, koniecznością stało się posługiwanie banknotami.
System waluty sztabowo-złotej, znalazł początkowo zastosowanie w Holandii, Japonii, Indiach oraz Rosji w okresie pomiędzy I a II wojną światową.
Kryzys gospodarczy lat 1929–1933 (Wielki kryzys) przekreślił jednak szanse restauracji międzynarodowego systemu walutowego opartego na złocie – nawet w tej ograniczonej postaci. W warunkach ogromnego bezrobocia poszczególne państwa nie były bowiem gotowe podporządkować się wymogom systemu, który przedkładał równowagę zewnętrzną nad równowagę wewnętrzną. W obliczu narastającego kryzysu poszczególne kraje próbowały uzyskać równowagę zewnętrzną, a także poprawić koniunkturę, dewaluując swoje waluty. Jednak dewaluacja w jednym kraju powodowała najczęściej podjęcie decyzji o obniżeniu kursu walut w innych krajach, gdyż w ten sposób nie chciały one dopuścić do pogorszenia cenowej konkurencyjności swych dóbr. Powstała w ten sposób fala dewaluacji nie tylko nie poprawiała sytuacji płatniczej poszczególnych krajów, ale i w istotny sposób destabilizowała handel międzynarodowy. Spowodowany tym chaos był dodatkowo pogłębiony ostrą polityką protekcjonistyczną, która w przypadku stosunków między niektórymi krajami nabierała charakteru wojen celnych. Brak sprawnego międzynarodowego systemu walutowego oraz protekcjonizm doprowadziły do dramatycznego spadku obrotów handlu międzynarodowego w latach trzydziestych XX w.